# 제임스 개즈던

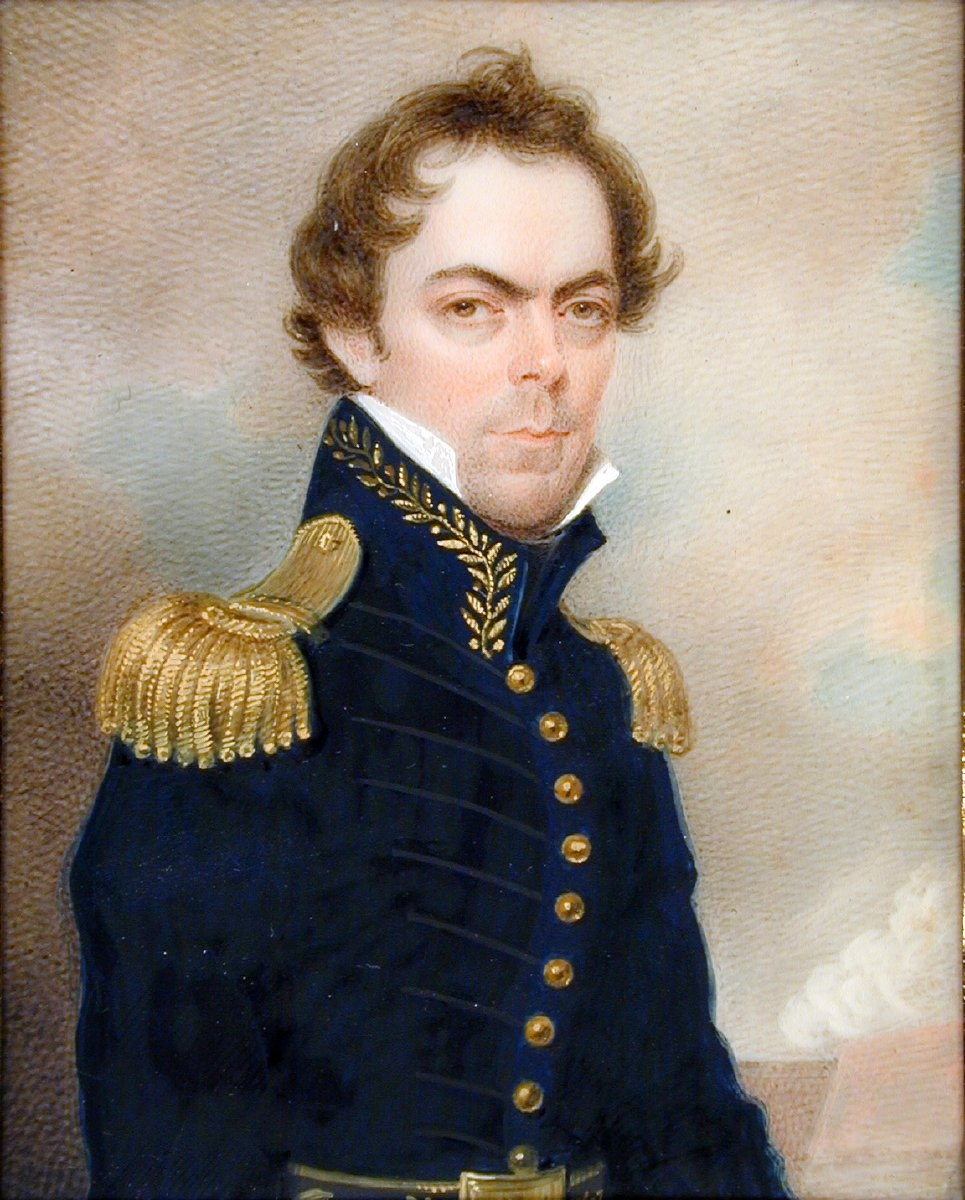
제임스 개즈던, 1831년경

제임스 개즈던(James Gadsden, 1788년 5월 15일 ~ 1858년 12월 26일)은 미국의 외교관, 군인, 사업가였다. 개즈던 매입 협상을 주도한 것으로 잘 알려져 있으며, 이는 1853년 미국이 오늘날의 애리조나 남부와 뉴멕시코 남부에 해당하는 자역 일대를 멕시코로부터 구입한 일이다. 증조부는 개즈던기를 고안한 것으로 잘 알려진 정치가 크리스토퍼 개즈던이다.
플로리다주 개즈던군, 앨라배마주 개즈던 시, 애리조나주 개즈던 마을의 이름은 그에게서 따온 것이다.

## 같이 보기
- 개즈던 매입